# Slatina v Rožni Dolini
Slatina v Rožni Dolini – wieś w Słowenii, w gminie miejskiej Celje. W 2018 roku liczyła 232 mieszkańców. 